# Ruwe tweespanzwam
De ruwe tweespanzwam (Ejnerjensenia myriocarpa) is een schimmel uit de familie Chaetosphaeriaceae. Hij leeft saprotroof op hout. Hij is bekend van takken van diverse loofbomen.

## Kenmerken
De conidia zijn duidelijk afgeknot aan de basis. Ze worden in korte ketens gedragen en meten 2–3 × 1,5–2,5 µm. De ascosporen zijn 1-septaat, hyaliene, nooit gefragmenteerd en meten 5–7(–8) × 2,5–3 µm.

## Verpreiding
De ruwe tweespanzwam komt voor in Europa en Australië. In Nederland komt deze soort zeldzaam voor.